# Coreopsis cajamarcana
Coreopsis cajamarcana là một loài thực vật có hoa trong họ Cúc. Loài này được Sagást. & Sánchez Vega mô tả khoa học đầu tiên năm 1989.